# Harold chez les pirates
Pour plus de détails, voir Fiche technique et Distribution.
Harold chez les pirates (titre original : Captain Kidd's Kids), est un court métrage burlesque américain muet réalisé en 1919 par Hal Roach. Il met en scène le comique Harold Lloyd.

## Synopsis
Harold va se marier. Pour fêter l’événement, il a organisé une gigantesque fête. Hélas, la mère de sa bien-aimée ayant eu mot de la soirée, elle décide d’annuler le mariage et d’emmener sa fille vers les îles Canaries. Harold et son domestique se pressent dès lors vers un navire afin de retrouver la belle… 

## Fiche technique
- Titre : Harold chez les pirates
- Titre original : Captain Kidd's Kids
- Réalisation : Hal Roach
- Scénario : inconnu
- Musique : inconnu
- Production : Hal Roach
- Pays de production :  États-Unis
- Genre : Comédie ; Slapstick
- Durée : 19 min
- Dates de sortie :
  - États-Unis : 30 novembre 1919
  - France : 7 janvier 1921

## Distribution
- Harold Lloyd : le garçon
- Bebe Daniels : la fille
- Harry "Snub" Pollard : le valet
- Helen Gilmore : la mère de la fille
- Fred C. Newmeyer : le cuisinier chinois
- Charles Stevenson : le domestique
- Sammy Brooks : un pirate
- Marie Mosquini : une pirate
- Noah Young : le chef des pirates

## Diffusion
Harold chez les pirates, Un, deux, trois... partez !, Mon ami le voisin et Harold à la rescousse sont les quatre films interprétés par Harold Lloyd ressortis en 2014 après restauration sous le titre Les Nouvelles (Més)aventures d'Harold Lloyd.